# تشانتيل تريميتيري
تشانتيل تريميتيري (بالإنجليزية: Chantel Tremitiere)‏ مواليد 20 أكتوبر 1969 في ويليامسبورت، هي لاعبة كرة سلة أمريكية سابقة. تم اختيارها من قبل فريق ساكرامنتو موناركس خلال الدرافت. لعبت أيضا مع إنديانا فيفر. يبلغ طولها 5 قدم 6 بوصة (1.7 م).

## روابط خارجية
- تشانتيل تريميتيري على موقع الاتحاد الوطني لكرة السلة النسائية (الإنجليزية)
- تشانتيل تريميتيري على موقع كلية كرة السلة في سبورتس رفرنس.كوم (الإنجليزية)
- تشانتيل تريميتيري على موقع بروبوليرز (الإنجليزية)
- تشانتيل تريميتيري على موقع سبورتس رفرنس (الإنجليزية)